# المحلال (كعيدنة)

تعديل مصدري - تعديل

المحلال هي إحدى قرى عزلة الثلث بمديرية كعيدنة التابعة لمحافظة حجة، بلغ تعداد سكانها 253 نسمة حسب تعداد اليمن لعام 2004.